# Tiger of Sweden
Tiger of Sweden er et svensk tøjmærke.
Mærket, der oprindeligt blot hed Tiger, blev grundlagt af Markus Schwarmann og Hjalmar Nordström i Uddevalla i 1903. Gennem mange år bestod det blot af bukser med klassisk snit, og man henvendte sig primært til ældre mænd. I løbet af 1990'erne begyndte virksomheden at producere jakkesæt, der appellerede til de unge og trendy byboere. 
I dag inkluderer kollektionerne tøj, sko og briller, og Tiger of Sweden markedsføres både i Europa og Canada. Siden 2003 har Tiger of Sweden været ejet 100% af danske IC Companys.